# Maurice Holleaux
Maurice Holleaux, född 15 april 1861, död 22 september 1932, var en fransk arkeolog och historiker.
Efter ett flertal resor och resultatrika utgrävningsarbeten i Grekland och Mindre Asien, där han framför allt kom att ägna sig åt epigrafiska studier, var Holleaux 1904–1912 direktör för franska arkeologiska institutet i Aten och därefter professor, först vid Sorbonne och från 1926 vid Collège de France. Hans främsta insats inom den grekiska arkeologin var organiserandet av de stora utgrävningarna på Delos och grävningsresultatens publicerande. Holleaux var en av sin tids mest betydande epigrafiker, och en stor del av hans vetenskapliga produktion föll inom det ämnet. Som historiker ägnade sig Holleaux främst åt den hellenistiska tiden och Roms expansion österut. I sitt huvudarbete, Rome, la Grèce et les monarchies hellénistiques au IIIe siècle avant J. C. (1921), samt i Cambridge ancient history, 8 (1930) försökte han förklara den romerska imperialismen som en nödvändig följd av Roms från början rent italienska politik.